# Beaurepaire-en-Bresse
Pour les articles homonymes, voir Beaurepaire et Bresse (homonymie).
Beaurepaire-en-Bresse est une commune française située dans le département de Saône-et-Loire, en région Bourgogne-Franche-Comté.

## Géographie
Beaurepaire-en-Bresse fait partie de la Bresse louhannaise.
La ville profite de sa proximité avec Lons-le-Saunier, Chalon-sur-Saône, Louhans, voire Dijon, Lyon et Bourg-en-Bresse, pour bénéficier d'un réseau de transport varié, qui possède des voies d'importance locale, régionale et nationale.
Beaurepaire-en-Bresse est traversée par la route départementale 87, qui permet d'aller à Saint-Germain-du-Bois, ou à Savigny-en-Revermont. Cette route, passée la limite entre la Saône-et-Loire et le Jura, devient la route départementale 97. Elle croise la route départementale 1089, route nationale 89 avant son déclassement entre Miribel (Ain) et l'A391 (Jura) (qui relie Strasbourg à Lyon), et continue jusqu'à Orbagna.
Enfin, la ville est également traversée par la route départementale D 678 (ex-route nationale 78), qui relie Chalon-sur-Saône à Saint-Laurent-en-Grandvaux (depuis son déclassement), en passant par Louhans, Lons-le-Saunier et Clairvaux-les-Lacs par exemple.
Cette D 678 est desservie par la sortie 8 (Beaurepaire-en-Bresse) de l'Autoroute A39, qui relie Dijon à Bourg-en-Bresse.

### Climat
Pour des articles plus généraux, voir Climat de la Bourgogne-Franche-Comté et Climat de Saône-et-Loire.
En 2010, le climat de la commune est de type climat des marges montargnardes, selon une étude du Centre national de la recherche scientifique s'appuyant sur une série de données couvrant la période 1971-2000. En 2020, Météo-France publie une typologie des climats de la France métropolitaine dans laquelle la commune est exposée à un climat semi-continental et est dans la région climatique Bourgogne, vallée de la Saône, caractérisée par un bon ensoleillement (1 900 h/an), un été chaud (18,5 °C), un air sec au printemps et en été et des vents faibles.
Pour la période 1971-2000, la température annuelle moyenne est de 10,9 °C, avec une amplitude thermique annuelle de 17,4 °C. Le cumul annuel moyen de précipitations est de 1 082 mm, avec 12,1 jours de précipitations en janvier et 8,4 jours en juillet. Pour la période 1991-2020, la température moyenne annuelle observée sur la station météorologique de Météo-France la plus proche, « Lons le Saunier », sur la commune de Montmorot à 11 km à vol d'oiseau, est de 11,8 °C et le cumul annuel moyen de précipitations est de 1 147,4 mm. 
La température maximale relevée sur cette station est de 39,8 °C, atteinte le 12 août 2003 ; la température minimale est de −19,6 °C, atteinte le 9 janvier 1985,,.
Les paramètres climatiques de la commune ont été estimés pour le milieu du siècle (2041-2070) selon différents scénarios d'émission de gaz à effet de serre à partir des nouvelles projections climatiques de référence DRIAS-2020. Ils sont consultables sur un site dédié publié par Météo-France en novembre 2022.

## Urbanisme

### Typologie
Au 1er janvier 2024, Beaurepaire-en-Bresse est catégorisée commune rurale à habitat dispersé, selon la nouvelle grille communale de densité à sept niveaux définie par l'Insee en 2022.
Elle est située hors unité urbaine. Par ailleurs la commune fait partie de l'aire d'attraction de Lons-le-Saunier, dont elle est une commune de la couronne,. Cette aire, qui regroupe 139 communes, est catégorisée dans les aires de 50 000 à moins de 200 000 habitants,.

### Occupation des sols
L'occupation des sols de la commune, telle qu'elle ressort de la base de données européenne d’occupation biophysique des sols Corine Land Cover (CLC), est marquée par l'importance des territoires agricoles (58,2 % en 2018), en diminution par rapport à 1990 (66,3 %). La répartition détaillée en 2018 est la suivante : prairies (38,9 %), forêts (28,5 %), terres arables (10 %), zones urbanisées (9,6 %), zones agricoles hétérogènes (9,3 %), zones industrielles ou commerciales et réseaux de communication (3,5 %), eaux continentales (0,1 %). L'évolution de l’occupation des sols de la commune et de ses infrastructures peut être observée sur les différentes représentations cartographiques du territoire : la carte de Cassini (XVIIIe siècle), la carte d'état-major (1820-1866) et les cartes ou photos aériennes de l'IGN pour la période actuelle (1950 à aujourd'hui).

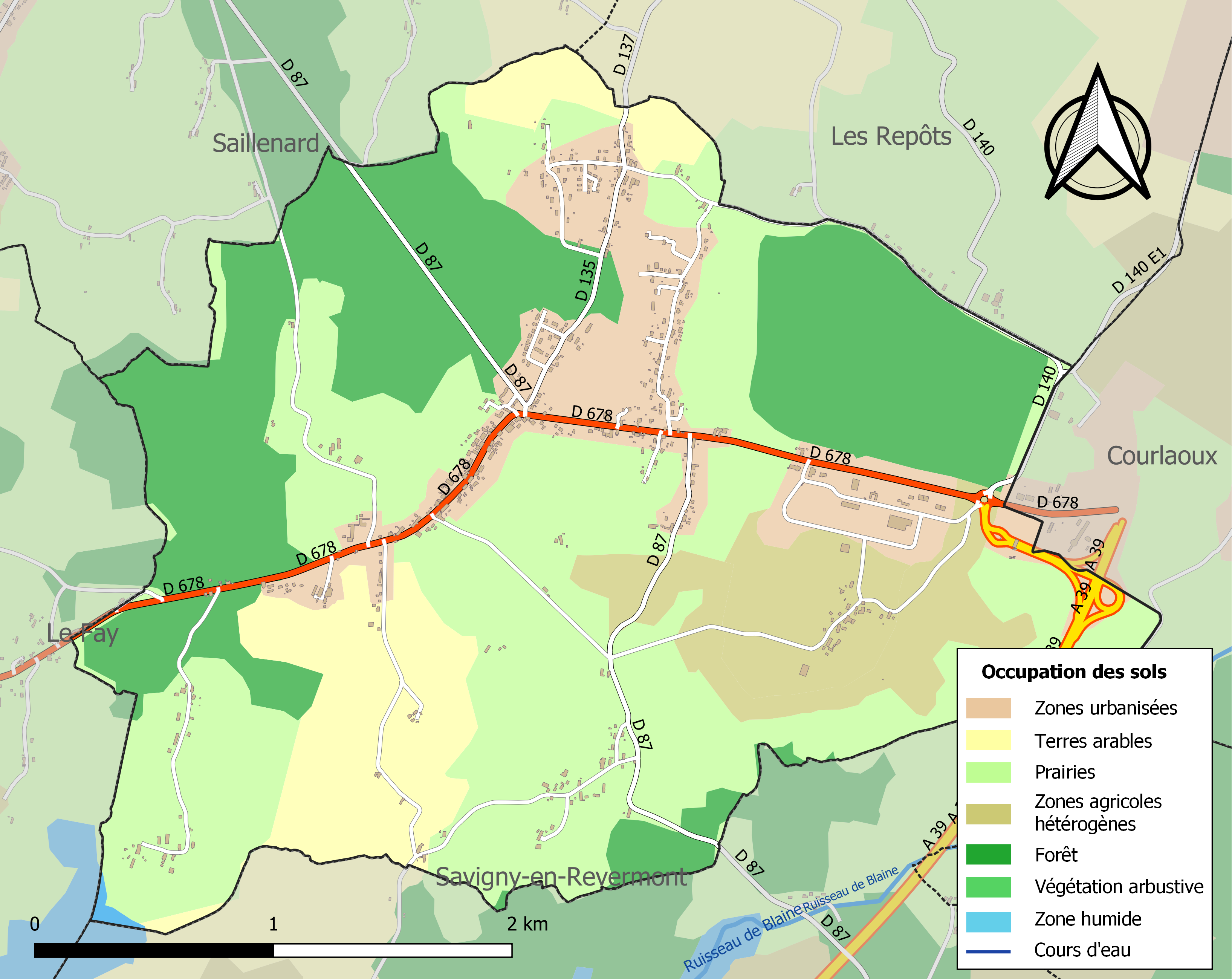
Carte des infrastructures et de l'occupation des sols de la commune en 2018 (CLC).

## Toponymie
Beaurepaire : Sens du toponyme, le « bel abri », le « beau séjour ».

## Histoire
L'ancienne paroisse de Beaurepaire appartenait, sous l'Ancien Régime, au diocèse de Besançon, du doyenné de Lons-le-Saunier, de la subdélégation de Louhans. Elle fait aujourd'hui partie du diocèse d'Autun.
Beaurepaire est le nom qu'avait pris l'une des plus anciennes seigneuries du Louhannais.
Le château de Beaurepaire est la fierté du village. Il a été rénové par ses propriétaires Paul-Ivan et Anita de Saint-Germain depuis une dizaine d'années.
1806 : Beaurepaire-en-Bresse est l'une des premières communes de Saône-et-Loire à être cadastrée, conformément aux dispositions de l’arrêté du 12 brumaire an XI établissant le premier système de cadastre dit « par masse de culture » (il s’agissait d’établir la nature des cultures présentes sur le territoire des communes sans introduire toutefois de découpage entre les parcelles, l'administration se chargeant de faire coïncider les déclarations des propriétaires et les superficies concernées).

## Politique et administration

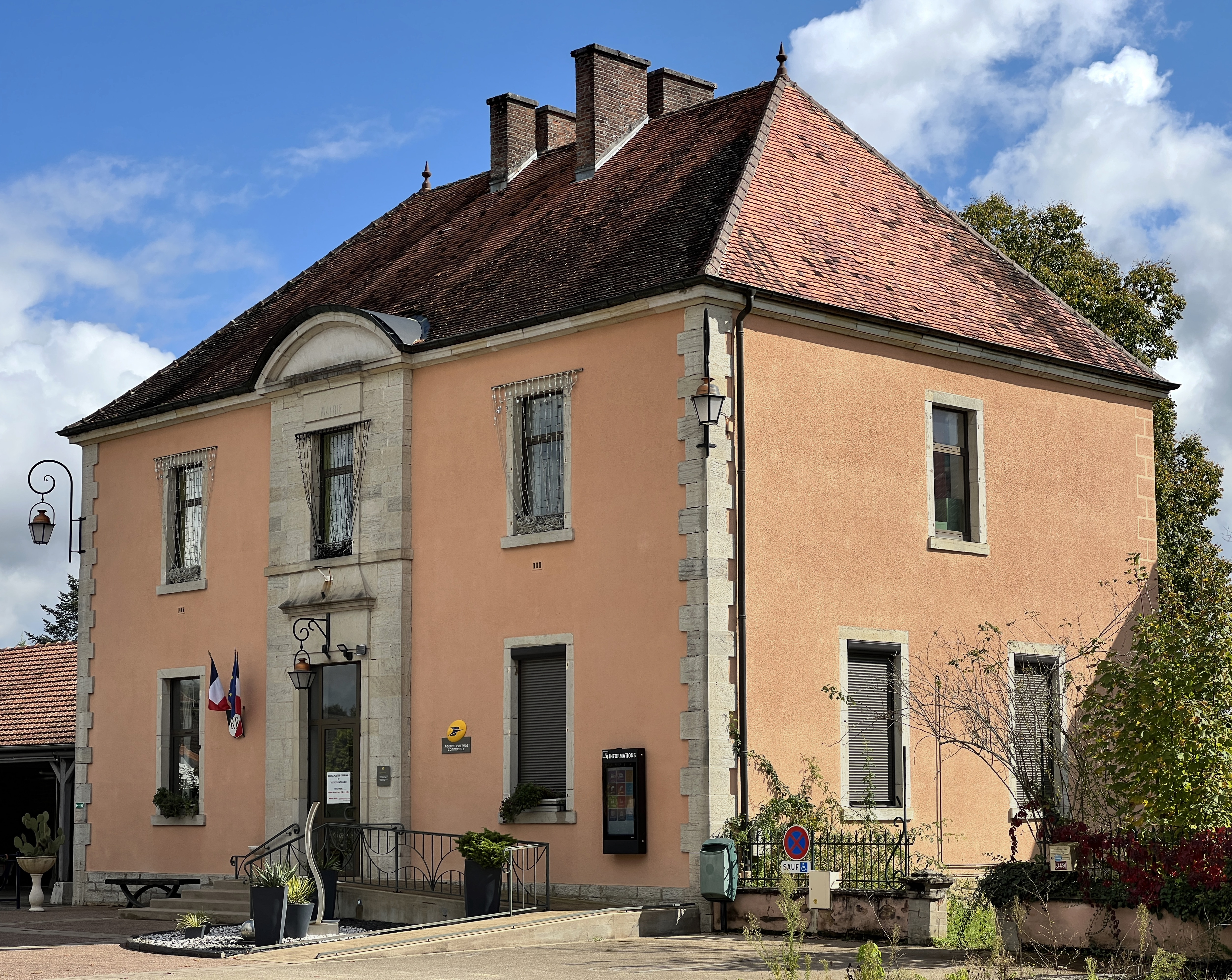
La mairie.

### Tendances politiques et résultats

#### Élections présidentielles
Le village de Beaurepaire-en-Bresse place en tête à l'issue du premier tour de l'élection présidentielle française de 2017, Marine Le Pen (RN) avec 29,55 % des suffrages. Mais lors du second tour, Emmanuel Macron (LaREM) est en tête avec 56,32 %.

#### Élections législatives
Le village de Beaurepaire-en-Bresse faisant partie de la quatrième circonscription de Saône-et-Loire, place en tête lors du 1er tour des élections législatives françaises de 2017, Catherine Gabrelle (LREM) avec 30,86 % des suffrages. Mais lors du second tour, il s'agit de Cécile Untermaier (PS) qui arrive en tête avec 52,60 % des suffrages.
Lors du 1er tour des élections législatives françaises de 2022, Cécile Untermaier (PS), députée sortante, arrive en tête avec 31,80 % des suffrages comme lors du second tour, avec cette fois-ci, 52,48 % des suffrages.

#### Élections régionales
Le village de Beaurepaire-en-Bresse place la liste « Notre Région Par Cœur » menée par Marie-Guite Dufay, présidente sortante (PS) en tête, dès le 1er tour des élections régionales de 2021 en Bourgogne-Franche-Comté, avec 29.94 % des suffrages. Lors du second tour, les habitants décideront de placer de nouveau la liste de « Notre Région Par Cœur » menée par Marie-Guite Dufay, présidente sortante (PS) en tête, avec cette fois-ci, près de 44,58 % des suffrages. Devant les autres listes menées par Julien Odoul (RN) en seconde position avec 28,31 %, Gilles Platret (LR), troisième avec 19,28 % et en dernière position celle de Denis Thuriot (LaREM) avec 7,83 %. Il est important de souligner une abstention record lors de ces élections qui n'ont pas épargné le village de Beaurepaire-en-Bresse avec lors du premier tour 69,61 % d'abstention et au second, 67,92 %.

#### Élections départementales
Le village de Beaurepaire-en-Bresse faisant partie du canton de Pierre-de-Bresse place le binôme de Aline Gruet (DVD) et Sébastien Jacquard (DVD), en tête, dès le 1er tour des élections départementales de 2021 en Saône-et-Loire avec 41,18 % des suffrages. Lors du second tour, les habitants décideront de placer de nouveau le binôme de Aline Gruet (DVD) et Sébastien Jacquard (DVD), en tête, avec cette fois-ci, près de 65,07 % des suffrages. Devant l'autre binôme menée par Ghislaine Fraisse (RN) et Bertrand Rouffiange (DVD) qui obtient 34,93 %. Il est important de souligner une abstention record lors de ces élections qui n'ont pas épargné le village de Beaurepaire-en-Bresse avec lors du premier tour 69,61 % d'abstention et au second, 67,92 %.

### Liste des maires de Beaurepaire-en-Bresse
| Période                                  | Période   | Identité           | Étiquette | Qualité                          |
| ---------------------------------------- | --------- | ------------------ | --------- | -------------------------------- |
| mars 1965                                | juin 1995 | Raymond Passot     | DVD       |                                  |
| juin 1995                                | mars 2008 | Michel Henriot     |           | Retraité de l'industrie          |
| mars 2008                                | en cours  | Martine Chevallier | UMP-LR    | Conseillère générale (2011-2015) |
| Les données manquantes sont à compléter. |           |                    |           |                                  |

## Démographie
L'évolution du nombre d'habitants est connue à travers les recensements de la population effectués dans la commune depuis 1793. Pour les communes de moins de 10 000 habitants, une enquête de recensement portant sur toute la population est réalisée tous les cinq ans, les populations de référence des années intermédiaires étant quant à elles estimées par interpolation ou extrapolation. Pour la commune, le premier recensement exhaustif entrant dans le cadre du nouveau dispositif a été réalisé en 2008.

En 2022, la commune comptait 724 habitants, en évolution de +7,42 % par rapport à 2016 (Saône-et-Loire : −1,06 %, France hors Mayotte : +2,11 %).
| 1793 | 1800 | 1806 | 1821 | 1831 | 1836 | 1841 | 1846 | 1851 |
| ---- | ---- | ---- | ---- | ---- | ---- | ---- | ---- | ---- |
| 871  | 817  | 849  | 755  | 814  | 846  | 863  | 845  | 901  |

| 1856 | 1861 | 1866 | 1872 | 1876 | 1881 | 1886 | 1891 | 1896 |
| ---- | ---- | ---- | ---- | ---- | ---- | ---- | ---- | ---- |
| 895  | 887  | 869  | 875  | 868  | 854  | 868  | 853  | 861  |

| 1901 | 1906 | 1911 | 1921 | 1926 | 1931 | 1936 | 1946 | 1954 |
| ---- | ---- | ---- | ---- | ---- | ---- | ---- | ---- | ---- |
| 855  | 832  | 801  | 745  | 716  | 691  | 685  | 629  | 650  |

| 1962 | 1968 | 1975 | 1982 | 1990 | 1999 | 2006 | 2008 | 2013 |
| ---- | ---- | ---- | ---- | ---- | ---- | ---- | ---- | ---- |
| 619  | 537  | 522  | 505  | 502  | 515  | 585  | 605  | 626  |

| 2018 | 2022 | - | - | - | - | - | - | - |
| ---- | ---- | - | - | - | - | - | - | - |
| 717  | 724  | - | - | - | - | - | - | - |

## Culture locale et patrimoine

### Lieux et monuments
- Le château de Beaurepaire-en-Bresse, dont les façades et les toitures (ainsi que les dépendances, la chapelle, les fossés et le « pont dormant ») ont été inscrites à l'Inventaire supplémentaire des Monuments historiques par arrêté du 3 octobre 1997[23].
- L'église paroissiale de l'Assomption-de-la-Sainte-Vierge[13]. Elle est construite entre 1849  en remplacement d'une ancienne église en mauvais état et trop petite par rapport à la population. Elle a été bénie par monseigneur d'Héricourt, évêque d'Autun, le 12 septembre 1949.

### Personnalités liées à la commune
- Pierre Martinet (3/07/1943), industriel et homme d'affaires

## Pour approfondir